# Shoshone (volk)
De Shoshone of Shoshoni zijn een inheems volk in de Verenigde Staten. Van oorsprong bewoonden de Shoshone delen van Idaho, Californië, Nevada, Oregon, Utah en Wyoming.
De Shoshone speelden een essentiële rol in de expeditie van Lewis en Clark, waarin de vrouw Sacagawea als tolk en gids diende.
Na de Tweede Wereldoorlog nam de regering van de VS gebied in Nevada af van de Westelijke Shoshone (die van hun land moesten verdwijnen) teneinde er atoomproeven te houden. Hierbij werd het Ruby Valley-verdrag uit 1863 genegeerd. Overheidsgeld om het verdrag af te kopen werd nooit door dit volk geaccepteerd. Zij zien deze testen als ontheiliging. Zij geven nog steeds officiële toegangsbewijzen tot hun land uit, bijvoorbeeld aan actievoerders die willen protesteren in het testgebied.